# 2012 na televisão brasileira
A seguir há uma lista de eventos relacionados à televisão brasileira em 2012. Os eventos listados incluem estreias, cancelamentos e finais de programas de televisão; lançamento, encerramento e rebrandings de canais; estações locais mudando de afiliação de rede; e informações sobre controvérsias e disputas de carregamento.

## Eventos notáveis

### Janeiro
| Data  | Evento |
| ----- | --- |
| 1.º   | O Cartoon Network estreia nova identidade visual.                                                                     |
| 2     | O SBT exibe a 18.ª edição do Victoria's Secret Fashion Show.                                                          |
| 7     | Na Rede Globo, o TV Xuxa ganha novo cenário.                                                                          |
| 16    | No SBT, o Bom Dia & Companhia ganha nova vinheta de abertura e grafismos.                                             |
| 16    | No SBT, o Programa do Ratinho ganha novo cenário, vinheta de abertura e grafismos.                                    |
| 25—28 | O Multishow transmite a 14.ª edição do Festival de Verão Salvador. A Rede Globo exibiu compactos dos shows do evento. |

### Fevereiro
| Data  | Evento |
| ----- | --- |
| 5     | A ESPN e o Esporte Interativo transmitem o Super Bowl XLVI. |
| 17—21 | As principais emissoras de TV (exceto a Rede Record) realizam a cobertura do Carnaval de 2012, sendo que: - A Rede Globo exibe o Globeleza com os desfiles das escolas de samba de São Paulo e Rio de Janeiro e o carnaval do Recife na TV Globo Nordeste. A Rede Bahia cobre localmente o carnaval de Salvador no Bahia Folia; - O SBT exibe o SBT Folia, mostrando o carnaval de Salvador em parceria com a TV Aratu; - A Rede Bandeirantes exibe o Band Folia, mostrando o carnaval de Salvador e Recife; - A RedeTV! exibe os Bastidores do Carnaval 2012. |
| 24    | O SBT cancela a estreia do programa Um Dia no Parque, prevista para o dia seguinte, após a morte da jovem Gabriela Nichimura em um dos brinquedos do Hopi Hari em Vinhedo, São Paulo, onde a atração era gravada. O programa foi engavetado pela emissora e nunca foi ao ar. |
| 26    | A Rede Record e Record News estreiam novas identidades visuais. |
| 26    | Na Rede Globo, o Fantástico ganha novo cenário. |
| 26    | A Rede Globo e a TNT transmitem a 84.ª edição do Óscar. |

### Março
| Data | Evento                                                                      |
| ---- | --------------------------------------------------------------------------- |
| 1.º  | A América Móvil renomeia a operadora Via Embratel para Claro TV.            |
| 4    | A Rede Globo exibe no Domingão do Faustão a 16.ª edição do Melhores do Ano. |
| 25   | O SBT exibe a 54.ª edição do Troféu Imprensa.                               |

### Abril
| Data | Evento |
| ---- | --- |
| 2    | Na Rede Globo, o Mais Você ganha nova vinheta de abertura e grafismos.                                                                                                   |
| 7—8  | O Multishow transmite a 1.ª edição do Lollapalooza Brasil. A Rede Globo exibiu compactos dos shows do evento.                                                            |
| 7    | Na Rede Globo, o TV Xuxa ganha nova vinheta de abertura e grafismos. |
| 7    | Na Rede Globo, o Altas Horas, ganha novo cenário, vinheta de abertura e grafismos.                                                                                       |
| 8    | Na Rede Globo, o Domingão do Faustão ganha novo cenário, identidade visual vinheta de abertura e gráficos.                                                               |
| 15   | A Telefônica Brasil descontinua as operadoras TVA, Telefônica TV Digital e Fibra TV, fundindo seus serviços e base de clientes e criando uma única operadora, a Vivo TV. |
| 16   | O Multishow estreia nova identidade visual. |

### Maio
| Data | Evento                                       |
| ---- | -------------------------------------------- |
| 18   | O Canal Viva estreia nova identidade visual. |

### Julho
| Data    | Evento |
| ------- | --- |
| 27—12/8 | A Rede Record, Record News, SporTV, ESPN Brasil e BandSports realizam a cobertura dos Jogos Olímpicos de Verão de 2012. |

### Agosto
| Data | Evento |
| ---- | --- |
| 2    | Parte das emissoras da Rede Bandeirantes promovem debates eleitorais com os candidatos a prefeito nas Eleições 2012. |
| 11   | A Rede Bandeirantes transmite a 58.ª edição do Miss São Paulo.                                                       |
| 18   | A Rede Globo e a Unesco promovem a 27.ª edição do Criança Esperança.                                                 |
| 21   | Início do horário eleitoral gratuito do 1.º turno das Eleições 2012.                                                 |

### Setembro
| Data | Evento |
| ---- | --- |
| 3    | Parte das emissoras da RedeTV! promovem debates eleitorais com os candidatos a prefeito nas Eleições 2012. |
| 18   | O Multishow transmite a 19.ª edição do Prêmio Multishow de Música Brasileira.                              |
| 20   | A MTV Brasil transmite a 18.ª edição do MTV Video Music Brasil.                                            |
| 29   | A Rede Bandeirantes transmite a 58.ª edição do Miss Brasil.                                                |

### Outubro
| Data | Evento |
| ---- | --- |
| 1.º  | Parte das emissoras da Rede Record promovem debates eleitorais com os candidatos a prefeito nas Eleições 2012. |
| 4    | Término do horário eleitoral gratuito do 1.º turno das Eleições 2012. |
| 4    | As emissoras da Rede Globo promovem debates eleitorais com os candidatos a prefeito nas Eleições 2012. |
| 13   | Data limite para o início do horário eleitoral gratuito do 2.º turno (onde houver) das Eleições 2012. |
| 18   | Parte das emissoras da Rede Bandeirantes promovem debates eleitorais com os candidatos a prefeito no 2.º turno das Eleições 2012. |
| 18   | A Nickelodeon transmite a 13.ª edição dos Meus Prêmios Nick. |
| 21   | Parte das emissoras da RedeTV! promovem debates eleitorais com os candidatos a prefeito no 2.º turno das Eleições 2012. |
| 22   | Parte das emissoras da Rede Record promovem debates eleitorais com os candidatos a prefeito no 2.º turno das Eleições 2012. |
| 26   | Término do horário eleitoral gratuito do 2.º turno (onde houver) das Eleições 2012. |
| 26   | As emissoras da Rede Globo promovem debates eleitorais com os candidatos a prefeito no 2.º turno das Eleições 2012. |
| 26   | Devido ao apagão ocorrido na noite anterior, as emissoras afiliadas da Rede Globo nas localidades afetadas reprisam o penúltimo capítulo da telenovela Gabriela no lugar do Globo Repórter, seguido do capítulo final previsto para aquela noite. Onde houve debate eleitoral com os candidatos à prefeito na mesma noite, o último capítulo de Gabriela foi ao ar no dia seguinte, um sábado, após o humorístico Zorra Total. |

### Novembro
| Data | Evento                                                              |
| ---- | ------------------------------------------------------------------- |
| 9—10 | O SBT promove a 15.ª edição do Teleton, em prol da AACD.            |
| 30   | No SBT, Yudi Tamashiro deixa a apresentação do Bom Dia & Companhia. |

### Dezembro
| Data | Evento |
| ---- | --- |
| 3    | No SBT, Jean Santos (Bozo) assume a apresentação do Bom Dia & Companhia ao lado de Priscilla Alcantara, substituindo Yudi Tamashiro. |
| 31   | A TV Gazeta e a Rede Globo exibem a 88.ª edição da Corrida Internacional de São Silvestre.                                           |
| 31   | As principais emissoras de TV do Brasil transmitem o sorteio da Mega da Virada.                                                      |

## Programas

### Janeiro
- 2 de janeiro
  - Estreia Vídeo Game Verão na Rede Globo.[13]
  - Estreia da 3.ª temporada de Acampamento de Férias na Rede Globo.[14]
  - Estreia Férias com Patati Patatá no SBT.[15]
  - Estreia da 1.ª temporada de Mulheres Ricas na Rede Bandeirantes.[16]
  - Estreia Sexo Forte, Sexo Frágil na CNT.[17]
  - Estreia da 2.ª temporada de O Mundo Segundo os Brasileiros na Rede Bandeirantes.[18]
  - Estreia O Tempo e o Vento no Canal Viva.[19]
- 3 de janeiro
  - Estreia Os Pilares da Terra na Rede Bandeirantes.[20]
  - Estreia da 2.ª temporada de E24 na Rede Bandeirantes.[21]
  - Estreia Hawaii Cinco-0 na Rede Globo.[22]
- 4 de janeiro
  - Estreia Os Miseráveis na Rede Bandeirantes.[23]
  - Estreia da 1.ª temporada de Mentes Criminosas na Rede Globo.[24]
- 5 de janeiro
  - Estreia da 3.ª temporada de Polícia 24h na Rede Bandeirantes.[25]
  - Estreia da 2.ª temporada de Glee na Rede Globo.[26]
- 6 de janeiro
  - Termina a 3.ª temporada de Acampamento de Férias na Rede Globo.[27]
  - Estreia da 2.ª temporada de Acredite se Quiser na Rede Bandeirantes.[28]
- 7 de janeiro — Estreia Sítio do Picapau Amarelo na Rede Globo.[29]
- 8 de janeiro — Estreia Amazônia na Rede Record.[30]
- 9 de janeiro
  - Reestreia Pícara Sonhadora no SBT.[30]
  - Estreia da 2.ª temporada de Comando na Mix TV.[31]
  - Estreia Muito+ na Rede Bandeirantes.[32]
  - Estreia Surf n' Roll na Mix TV.[31]
  - Termina a 4.ª temporada de Qual é o Seu Talento? no SBT.
- 10 de janeiro
  - Termina Amigas & Rivais no SBT.[33]
  - Estreia da 12.ª temporada de Big Brother Brasil na Rede Globo.[30]
  - Termina Esquadrão do Amor no SBT.
  - Estreia Dercy de Verdade na Rede Globo.[34]
- 11 de janeiro — Termina a 2.ª temporada de Se Ela Dança, Eu Danço no SBT.
- 13 de janeiro
  - Termina Férias com Patati Patatá no SBT.[35]
  - Termina Amor e Revolução no SBT.[30]
  - Termina Dercy de Verdade na Rede Globo.[36]
  - Estreia Rota Mix na Mix TV.[37]
  - Termina Quem Convence Ganha Mais no SBT.
- 14 de janeiro
  - Estreia Mix Ao Vivo na Praia na Mix TV.[38]
  - Estreia Zoo na Rede Bandeirantes.
- 15 de janeiro — A Mix TV exibe o especial Mix Ao Vivo: Agridoce.[39]
- 16 de janeiro
  - Estreia Corações Feridos no SBT.[40][41]
  - Termina Oscar Freire 279 no Multishow.
  - Termina a 2.ª temporada de O Mundo Segundo os Brasileiros na Rede Bandeirantes.
- 17 de janeiro — Estreia O Brado Retumbante na Rede Globo.[42]
- 18 de janeiro — Estreia Cante se Puder no SBT.[43]
- 21 de janeiro — Estreia A Grande Ideia no SBT.
- 22 de janeiro — Estreia A Grande Ideia no SBT.
- 24 de janeiro — Estreia Rei Davi na Rede Record.[44]
- 27 de janeiro
  - Termina Vídeo Game Verão na Rede Globo.[45]
  - Termina O Brado Retumbante na Rede Globo.[46]
- 28 de janeiro — O SBT exibe a pré-estreia de Um Dia no Parque.[47]
- 31 de janeiro — Estreia da 5.ª temporada de Amor & Sexo na Rede Globo.[48][49][50]

### Fevereiro
- 2 de fevereiro — Estreia As Brasileiras na Rede Globo.[51][52][53]
- 6 de fevereiro
  - Reestreia Maria do Bairro no SBT.[54]
  - Termina O Tempo e o Vento no Canal Viva.
  - Estreia da temporada 2012 de Furo MTV na MTV Brasil.[55]
- 7 de fevereiro — Estreia Dona Flor e Seus Dois Maridos no Canal Viva.[56]
- 10 de fevereiro — Termina Marimar no SBT.[54]
- 11 de fevereiro — Estreia O Encantador de Cães na RedeTV!.[57]
- 13 de fevereiro — Termina Surf n' Roll na Mix TV.[58]
- 19 de fevereiro — Estreia Tarcísio & Glória no  Canal Viva.[59]
- 21 de fevereiro — Termina Os Pilares da Terra na Rede Bandeirantes.[60]
- 26 de fevereiro — Termina Pânico na TV na RedeTV!.
- 28 de fevereiro — Estreia Impacto na Rede Bandeirantes.[61]

### Março
- 2 de março
  - Termina A Vida da Gente na Rede Globo.[62]
  - Reestreia Cine Total na RedeTV!.
- 5 de março
  - Estreia Dance Dance Dance na TV Diário.
  - Reestreia Marisol no SBT.[63]
  - Estreia Amor Eterno Amor na Rede Globo.[64]
  - Termina a 1.ª temporada de Mulheres Ricas na Rede Bandeirantes.[65]
  - Termina Dona Flor e Seus Dois Maridos no Canal Viva.
- 6 de março
  - Termina Fascinação no SBT.[63]
  - Termina a 5.ª temporada de Amor & Sexo na Rede Globo.
  - Estreia Os Maias no Canal Viva.[66]
  - Estreia A Máquina na TV Gazeta.
- 8 de março
  - Estreia Os Donos da Bola na Rede Bandeirantes.
  - Termina Comédia MTV na MTV Brasil.
- 9 de março
  - Termina Mulheres de Areia no Vale a Pena Ver de Novo na Rede Globo.[67]
  - Estreia da 3.ª temporada do De Cara Limpa no Multishow.
- 12 de março
  - Reestreia Chocolate com Pimenta no Vale a Pena Ver de Novo na Rede Globo.[68]
  - Termina a 1.ª temporada de Rebelde na Rede Record.
  - Estreia da 5.ª temporada de Custe o Que Custar na Rede Bandeirantes.[69]
  - Estreia Roberto Justus + na Rede Record.[69]
- 13 de março
  - Estreia da 2.ª temporada de Rebelde na Rede Record.[70]
  - Estreia da 3.ª temporada de A Liga na Rede Bandeirantes.[69]
  - Estreia da 1.ª temporada de Louco por Elas na Rede Globo.[69]
- 14 de março — Termina Grandes Momentos do Esporte na TV Cultura.[71]
- 15 de março — Estreia Comédia MTV ao Vivo na MTV Brasil.
- 19 de março — Estreia MTV Sem Vergonha na MTV Brasil.
- 23 de março — Termina Fina Estampa na Rede Globo.[72]
- 25 de março
  - Termina Brasil Caminhoneiro na Rede Bandeirantes.
  - O SBT exibe a pré-estreia de Vamos Brincar de Forca.
  - Termina Amazônia na Rede Record.
  - Estreia da 1.ª temporada de The Ultimate Fighter: Brasil na Rede Globo.[73]
- 26 de março
  - Reestreia Escolinha do Professor Raimundo na Rede Globo.[74][75]
  - Estreia Avenida Brasil na Rede Globo.[76]
- 28 de março — Reestreia Vidas Opostas na Rede Record.[77]
- 29 de março — Termina a 12.ª temporada de Big Brother Brasil na Rede Globo.[78]
- 30 de março
  - Termina Manhã Gazeta na TV Gazeta.
  - Termina Escolinha do Professor Raimundo na Rede Globo.[79]
  - Estreia da 1.ª temporada de Casseta & Planeta Vai Fundo na Rede Globo.[80]
- 31 de março — Estreia da 5.ª temporada de 50 por 1 na Rede Record.[81]

### Abril
- 1.º de abril
  - Estreia Brasil Caminhoneiro no SBT.
  - Estreia Pânico na Band na Rede Bandeirantes.[82]
- 2 de abril
  - Estreia Boa Sorte, Charlie! na Rede Globo.
  - Estreia Revista da Cidade na TV Gazeta.
  - Estreia Jornal da Gazeta: Edição das 10 na TV Gazeta.
- 3 de abril
  - Estreia da 2.ª temporada de Tapas & Beijos na Rede Globo.[83]
  - Estreia da temporada 2012 de Profissão Repórter na Rede Globo.[84]
- 5 de abril
  - Estreia Vida de Mallandro no Multishow.
  - Estreia da 12.ª temporada de A Grande Família na Rede Globo.[85]
  - Estreia da 3.ª temporada de Globo Mar na Rede Globo.[86]
- 9 de abril
  - Estreia da 1.ª temporada de Quem Fica em Pé? na Rede Bandeirantes.[87]
  - Termina Vidas em Jogo na Rede Record.[88]
- 10 de abril — Estreia Máscaras na Rede Record.[89]
- 12 de abril — Termina TV Kids na RedeTV!.
- 13 de abril — Termina Aquele Beijo na Rede Globo.[90]
- 16 de abril
  - Estreia Cheias de Charme na Rede Globo.[91]
  - Estreia Estação Teen na RedeTV!.[92]
- 19 de abril — Estreia da 3.ª temporada de Adorável Psicose no Multishow.
- 23 de abril — Reestreia Pequena Travessa no SBT.[93]
- 24 de abril — Termina Pícara Sonhadora no SBT.[94]
- 25 de abril — Estreia Coming of Age na Mix TV.[95]
- 29 de abril — Termina Julie e os Fantasmas na Nickelodeon.

### Maio
- 2 de maio — Termina Os Maias no Canal Viva.
- 3 de maio — Termina Rei Davi na Rede Record.[96]
- 4 de maio
  - Termina Julie e os Fantasmas na Rede Bandeirantes.
  - Termina Roque Santeiro no Canal Viva.
- 6 de maio — Estreia Preamar na HBO Brasil.
- 7 de maio
  - Estreia Que Rei Sou Eu? no Canal Viva.
  - Estreia Trolalá na MTV Brasil.
- 8 de maio — Estreia Fora de Controle na Rede Record.[97]
- 13 de maio — Estreia Vamos Brincar de Forca no SBT.
- 21 de maio — Estreia Carrossel no SBT.[98]
- 23 de maio — Termina Corações Feridos no SBT.[99]
- 24 de maio — Termina Fora de Controle na Rede Record.
- 25 de maio — Termina Sexo Forte, Sexo Frágil na CNT.
- 27 de maio
  - Estreia Saturday Night Live na RedeTV!.[100]
  - Estreia Sexo a 3 na RedeTV!.[101]
- 29 de maio — Estreia da 5.ª temporada de A Fazenda na Rede Record.[102]

### Junho
- 4 de junho — Reestreia Cidade Alerta na Rede Record.
- 11 de junho — Termina Vidas Opostas na Rede Record.[103]
- 12 de junho
  - Termina a 3.ª temporada de Adorável Psicose no Multishow.
  - Termina a 1.ª temporada de Louco por Elas na Rede Globo.
- 14 de junho — Estreia da 3.ª temporada de Glee na Rede Globo.[104]
- 15 de junho
  - Estreia da 1.ª temporada de Detetives do Prédio Azul no Gloob.
  - Termina Perdidos na Tribo na Rede Bandeirantes.[105]
  - Termina a 1.ª temporada de Casseta & Planeta Vai Fundo na Rede Globo.
- 16 de junho — Estreia Deu Olé! na Rede Bandeirantes.[106]
- 17 de junho — Estreia da 2.ª temporada de Open Bar no Multishow.
- 18 de junho
  - Estreia da 1.ª temporada de Os Cupins na TV Cultura.
  - Estreia Gabriela na Rede Globo.[107]
- 23 de junho — Termina a 1.ª temporada de The Ultimate Fighter: Brasil na Rede Globo, com as lutas do card principal do UFC 147.
- 25 de junho
  - Estreia Encontro com Fátima Bernardes na Rede Globo.[108]
  - Reestreia TV Kids na RedeTV!.
- 27 de junho — Termina a 4.ª temporada de Globo Mar na Rede Globo.
- 28 de junho — Termina As Brasileiras na Rede Globo.[109][110]
- 29 de junho — Termina TV Culinária na TV Gazeta.
- 30 de junho — Estreia Sábado Total na RedeTV!.[111]

### Julho
- 2 de julho
  - Estreia da 4.ª temporada de Prêmio Multishow de Humor no Multishow.
  - Estreia Chiquinha Gonzaga no Canal Viva.
- 9 de julho — Estreia TV Cocoricó na TV Cultura.
- 4 de julho — Termina a 1.ª temporada de Os Cupins na TV Cultura.
- 5 de julho — Estreia da 1.ª temporada de Na Moral na Rede Globo.[112]
- 11 de julho — Estreia O Maior Brasileiro de Todos os Tempos no SBT.
- 15 de julho — Estreia da 1.ª temporada de Conversa de Gente Grande na Rede Bandeirantes.[113]
- 20 de julho — Termina a 1.ª temporada de Detetives do Prédio Azul no Gloob.
- 23 de julho — Reestreia Maria Mercedes no SBT.
- 27 de julho — Termina Maria do Bairro no SBT.

### Agosto
- 10 de agosto — Termina a 19.ª temporada de Malhação na Rede Globo.
- 12 de agosto — Termina Preamar na HBO Brasil.
- 13 de agosto — Estreia da 20.ª temporada de Malhação na Rede Globo.
- 16 de agosto — Estreia Ciência em Casa no National Geographic.
- 17 de agosto — Termina Sexo a 3 na RedeTV!.
- 20 de agosto — Reestreia Canavial de Paixões no SBT.[114]
- 21 de agosto — Termina Marisol no SBT.
- 22 de agosto — Termina Chiquinha Gonzaga no Canal Viva.
- 23 de agosto — Estreia Engraçadinha: Seus Amores e Seus Pecados no Canal Viva.
- 26 de agosto
  - Termina a 1.ª temporada de Conversa de Gente Grande na Rede Bandeirantes.
  - Termina a 2.ª temporada de Open Bar no Multishow.
  - Estreia (fdp) na HBO Brasil.
- 28 de agosto — Termina Hebe na RedeTV!.
- 29 de agosto — Termina a 5.ª temporada de A Fazenda na Rede Record.
- 30 de agosto — Termina a 1.ª temporada de Na Moral na Rede Globo.

### Setembro
- 2 de setembro
  - Termina Mulheres em Foco na Record News.
  - Estreia Top Model, o Reality na Rede Record.
- 3 de setembro
  - Estreia True Jackson na Rede Bandeirantes.
  - Estreia Câmera em Ação na Rede Record.
- 4 de setembro — Estreia da 7.ª temporada de Ídolos na Rede Record.
- 5 de setembro — Estreia da 1.ª temporada de Ídolos Kids na Rede Record.
- 6 de setembro — Estreia da 6.ª temporada de Amor & Sexo na Rede Globo.
- 7 de setembro — Termina Amor Eterno Amor na Rede Globo.
- 10 de setembro
  - Estreia Programa da Tarde na Rede Record.[115]
  - Estreia Lado a Lado na Rede Globo.
- 17 de setembro
  - Reestreia Gotinha de Amor no SBT.
  - Termina Engraçadinha: Seus Amores e Seus Pecados no Canal Viva.
- 18 de setembro
  - Termina Pequena Travessa no SBT.
  - Estreia JK no Canal Viva.
- 19 de setembro — Termina Top Model no Canal Viva.
- 21 de setembro — Termina Chocolate com Pimenta no Vale a Pena Ver de Novo na Rede Globo.
- 23 de setembro — Estreia da 1.ª temporada de The Voice Brasil na Rede Globo.
- 24 de setembro
  - Reestreia Da Cor do Pecado no Vale a Pena Ver de Novo na Rede Globo.
  - Estreia Felicidade no Canal Viva.
- 28 de setembro — Termina Cheias de Charme na Rede Globo.
- 29 de setembro — O SBT reexibe o especial Romeu e Julieta, exibido originalmente no dia 29 de setembro de 2003, em homenagem a apresentadora que faleceu no mesmo dia.

### Outubro
- 1.º de outubro
  - Estreia Fox Sports Rádio no Fox Sports.
  - Estreia Guerra dos Sexos na Rede Globo.
  - Estreia da 1.ª temporada de Elmiro Miranda Show no TBS.
  - Estreia da 1.ª temporada de Sessão de Terapia no GNT.
- 2 de outubro — Termina Máscaras na Rede Record.
- 3 de outubro — Termina O Maior Brasileiro de Todos os Tempos no SBT.
- 4 de outubro — Estreia Balacobaco na Rede Record.
- 5 de outubro — Termina Muito+ na Rede Bandeirantes.[116]
- 12 de outubro
  - Estreia da 2.ª temporada de Detetives do Prédio Azul no Gloob.
  - Estreia Família Imperial no Canal Futura.
  - Termina Tudo a Ver na Rede Record.
  - Termina a 2.ª temporada de Rebelde na Rede Record.
- 14 de outubro — Termina Cine Total na RedeTV!.
- 15 de outubro — Termina a 4.ª temporada de Prêmio Multishow de Humor no Multishow.
- 19 de outubro — Termina Avenida Brasil na Rede Globo.
- 20 de outubro — Termina Saturday Night Live na RedeTV!.
- 22 de outubro
  - Reestreia Rei Davi na Rede Record.
  - Estreia Salve Jorge na Rede Globo.
  - Termina IT MTV na MTV Brasil.
- 25 de outubro
  - Estreia Feira do Riso na RedeTV!.
  - Termina a 6.ª temporada de Amor & Sexo na Rede Globo.
- 26 de outubro
  - Termina Zapping Zone no SBT.
  - Termina Manhã Maior na RedeTV!.
  - Termina Gabriela na Rede Globo.
- 29 de outubro
  - Estreia Se Liga Brasil na RedeTV!.
  - Estreia Click no Gloob.
- 30 de outubro
  - Termina a 2.ª temporada de Detetives do Prédio Azul no Gloob.
  - Estreia da 2.ª temporada de Louco por Elas na Rede Globo.
- 31 de outubro — Estreia Fazenda de Verão na Rede Record.

### Novembro
- 1.º de novembro
  - Estreia Como Aproveitar o Fim do Mundo na Rede Globo.
  - Estreia Suburbia na Rede Globo.
  - Estreia da 2.ª temporada de Casseta & Planeta Vai Fundo na Rede Globo.
- 3 de novembro
- 5 de novembro
  - Termina Link Brasil na Record News.
  - Termina Aldeia News na Record News.
  - Termina Record News São Paulo na Record News.
  - Termina Record News Brasil na Record News.
- 6 de novembro
  - Termina Página 1 na Record News.
  - Termina Barriga de Aluguel no Canal Viva.
- 7 de novembro — Estreia Renascer no Canal Viva.
- 11 de novembro — Estreia da 1.ª temporada de Pedro & Bianca na TV Cultura.
- 12 de novembro
  - Estreia O Fantástico Mundo de Gregório no Multishow.
  - Estreia Vem Comigo na TV Gazeta.
  - Termina Câmera em Ação na Rede Record.
- 18 de novembro — Termina (fdp) na HBO Brasil.
- 21 de novembro — Termina JK no Canal Viva.
- 22 de novembro — Estreia Presença de Anita no Canal Viva.
- 25 de novembro — Termina Top Model, o Reality na Rede Record.
- 26 de novembro — Termina Trolalá na MTV Brasil.
- 27 de novembro — Estreia Luciana by Night na RedeTV!.[117]
- 30 de novembro — Termina a 1.ª temporada de Sessão de Terapia no GNT.

### Dezembro
- 10 de dezembro — Reestreia A Usurpadora no SBT.[118]
- 11 de dezembro — Termina Maria Mercedes no SBT.
- 12 de dezembro — Termina a 1.ª temporada de Ídolos Kids na Rede Record.
- 13 de dezembro
  - Termina Comédia MTV ao Vivo na MTV Brasil.
  - Termina a 7.ª temporada de Ídolos na Rede Record.
- 14 de dezembro
  - Termina Estação Teen na RedeTV!.
  - Termina Presença de Anita no Canal Viva.
- 15 de dezembro
  - A Rede Globo exibe a 2.ª edição do Festival Promessas.
  - Termina Os Simpsons na Rede Globo.
- 16 de dezembro — Termina a primeira temporada de The Voice Brasil na Rede Globo.
- 17 de dezembro
  - Termina Rei Davi na Rede Record.
  - Termina O Fantástico Mundo de Gregório no Multishow.
  - Estreia O Auto da Compadecida no Canal Viva.
- 18 de dezembro
  - A Rede Bandeirantes exibe o especial Os Fatos Espetaculares de 2012.[119]
  - Reestreia A História de Ester na Rede Record.
  - Termina a 2.ª temporada de Tapas & Beijos na Rede Globo.
  - Termina a 2.ª temporada de Louco por Elas na Rede Globo.
  - A Rede Record exibe O Milagre dos Pássaros no Especial Record de Literatura.
- 20 de dezembro
  - A Rede Record exibe A Tragédia da Rua das Flores no Especial Record de Literatura.
  - Termina a 12.ª temporada de A Grande Família na Rede Globo.
  - Termina O Auto da Compadecida no Canal Viva.
  - Termina Como Aproveitar o Fim do Mundo na Rede Globo.
  - Termina Suburbia na Rede Globo.
- 21 de dezembro
  - Termina a 2.ª temporada de Casseta & Planeta Vai Fundo na Rede Globo.
  - Termina a temporada 2012 do Globo Repórter na Rede Globo.
- 22 de dezembro — A Rede Record exibe o especial Rebeldes para Sempre.
- 23 de dezembro
  - Termina a 1.ª temporada de Pedro & Bianca na TV Cultura.
  - A Rede Record exibe a sua Retrospectiva 2012.
- 24 de dezembro — Termina a 5.ª temporada de Custe o Que Custar na Rede Bandeirantes.
- 25 de dezembro — A Rede Globo exibe o especial Roberto Carlos: Reflexões.
- 26 de dezembro — A Rede Globo exibe o Vídeo Show Retrô 2012.
- 27 de dezembro
  - Termina a 1.ª temporada de Quem Fica em Pé? na Rede Bandeirantes.
  - A Rede Globo exibe o telefilme Doce de Mãe.[120][121]
- 28 de dezembro
  - Termina MTV Hits na MTV Brasil.
  - A Rede Bandeirantes exibe a sua retrospectiva Imagens 2012.
  - A Rede Globo exibe a sua Retrospectiva 2012
- 30 de dezembro
  - Termina A Grande Ideia no SBT.
  - Termina Tudo É Possível na Rede Record.[122]
- 31 de dezembro
  - Termina Vídeo News na Rede Bandeirantes.
  - A Rede Globo exibe o Show da Virada.

## Emissoras

### Fundações
| Data             | Emissora               | Cidade, UF                       | Notas | Ref.                |
| ---------------- | ---------------------- | -------------------------------- | --- | ------------------- |
| 1.º de janeiro   | Music Box Brazil       | Porto Alegre, Rio Grande do Sul  | Canais programados pela Box Brazil, voltados respectivamente à música e viagens                                                                             | [carece de fontes?] |
| 1.º de janeiro   | Travel Box Brazil      | Porto Alegre, Rio Grande do Sul  | Canais programados pela Box Brazil, voltados respectivamente à música e viagens                                                                             | [carece de fontes?] |
| 1.º de fevereiro | Comedy Central         | São Paulo, SP                    | Canal por assinatura programado pela Viacom International Media Networks The Americas, voltado a programas humorísticos e filmes e séries de comédia        | [ 123 ]             |
| 5 de fevereiro   | Fox Sports             | São Paulo, SP                    | Canal por assinatura programado pela Fox International Channels, voltado a programas e transmissões esportivas                                              | [ 124 ]             |
| 1.º de abril     | BRZ                    | São Paulo, SP                    | Canal via satélite programado pela Abril Radiodifusão, exibindo videoclipes nacionais e programas do AgroBrasil TV. Substituiu a MTV Brasil nas parabólicas | [ 125 ]             |
| 2 de abril       | NordesTV               | Sobral, Ceará                    | Emissora pertencente ao Sistema Jangadeiro de Comunicação, afiliada ao SBT                                                                                  | [carece de fontes?] |
| 28 de maio       | BBC HD                 | —                                | Canal por assinatura programado pela BBC Worldwide | [carece de fontes?] |
| 15 de junho      | Gloob                  | Rio de Janeiro, RJ               | Canal por assinatura programado pela Globosat, voltado ao público infantil                                                                                  | [ 126 ]             |
| 29 de junho      | FishTV                 | Novo Hamburgo, Rio Grande do Sul | Canal temático voltado à pesca esportiva | [carece de fontes?] |
| 3 de julho       | TV Metropolitana       | São José de Ribamar, Maranhão    | Emissora criada pela Rede Metropolitana de Rádio e Televisão, afiliada à Rede Brasil de Televisão                                                           | [carece de fontes?] |
| 9 de julho       | Investigação Discovery | São Paulo, SP                    | Canal por assinatura programado pela Discovery Networks Latin America, baseado em documentários, séries e programas com temática criminal                   | [ 127 ]             |
| 6 de agosto      | TV Guará               | Francisco Beltrão, Paraná        | Emissora pertencente ao Grupo Massa, quinta componente da Rede Massa e afiliada ao SBT                                                                      | [ 128 ]             |
| 30 de agosto     | SuperMix               | São Paulo, SP                    | Canal de televisão por assinatura pertencente ao Grupo Mix de Comunicação, com programação musical                                                          | [ 129 ]             |
| 17 de setembro   | TV Diário              | Manaus, Amazonas                 | Emissora pertencente à Rede Diário de Comunicação, afiliada à Record News                                                                                   | [carece de fontes?] |
| 1.º de novembro  | Curta!                 | Rio de Janeiro, RJ               | Canal por assinatura programado pela Synapse, voltado a produções nacionais como filmes e séries                                                            | [ 130 ]             |
| 26 de dezembro   | TV Missão              | Coroatá, Maranhão                | Emissora mantida pela Assembleia de Deus de Coroatá, afiliada à Rede Super                                                                                  | [ 131 ]             |

### Extinções
| Data          | Emissora    | Cidade, UF    | Notas | Ref.    |
| ------------- | ----------- | ------------- | --- | ------- |
| 27 de março   | Speed       | São Paulo, SP | O canal foi descontinuado para dar espaço ao Fox Sports | [ 132 ] |
| 8 de julho    | Liv         | São Paulo, SP | O canal foi descontinuado no Brasil e em toda a América Latina para dar lugar ao Investigação Discovery                                                                  | [ 127 ] |
| 9 de setembro | VH1 Classic | São Paulo, SP | O canal foi descontinuado no Brasil devido ao não possuir uma grade nas grandes operadoras de televisão por assinatura e possuía o sinal em diversas operadoras pequenas | [ 133 ] |

### Rebrandings
| Data            | Emissora         | Cidade, UF         | Notas                                     | Ref.                |
| --------------- | ---------------- | ------------------ | ----------------------------------------- | ------------------- |
| 8 de julho      | TV Elo           | Jataí, Goiás       | Passa a se chamar TV Sucesso              | [ 134 ]             |
| 27 de agosto    | Multishow HD     | Rio de Janeiro, RJ | Passa a se chamar Bis                     | [ 135 ]             |
| 24 de outubro   | TV Tocantins     | Anápolis, Goiás    | Passa a se chamar TV Anhanguera Anápolis  | [ 136 ]             |
| 24 de outubro   | TV Riviera       | Rio Verde, Goiás   | Passa a se chamar TV Anhanguera Rio Verde | [ 136 ]             |
| 24 de outubro   | TV Pirapitinga   | Catalão, Goiás     | Passa a se chamar TV Anhanguera Catalão   | [ 136 ]             |
| 24 de outubro   | TV Rio Vermelho  | Luziânia, Goiás    | Passa a se chamar TV Anhanguera Luziânia  | [ 136 ]             |
| 24 de outubro   | TV Rio Paranaíba | Itumbiara, Goiás   | Passa a se chamar TV Anhanguera Itumbiara | [ 136 ]             |
| 24 de outubro   | TV Rio do Ouro   | Porangatu, Goiás   | Passa a se chamar TV Anhanguera Porangatu | [ 136 ]             |
| 24 de outubro   | TV Rio Claro     | Jataí, Goiás       | Passa a se chamar TV Anhanguera Jataí     | [ 136 ]             |
| 24 de outubro   | TV Rio Formoso   | Gurupi, Tocantins  | Passa a se chamar TV Anhanguera Gurupi    | [ 136 ]             |
| 1.º de novembro | Globosat HD      | Rio de Janeiro, RJ | Passa a se chamar +Globosat               | [carece de fontes?] |

### Trocas de afiliação
| Data         | Emissora      | Cidade, UF         | Afiliação anterior | Afiliação nova    | Notas | Ref.            |
| ------------ | ------------- | ------------------ | ------------------ | ----------------- | --- | --------------- |
| 9 de janeiro | TV Clube      | Recife, Pernambuco | Rede Bandeirantes  | Rede Record       | As emissoras trocaram de afiliação após desgastes nas relações da Record com a TV Tribuna, que se recusou a seguir as padronizações impostas pela rede. A TV Clube deixou a Band após 12 anos de afiliação, enquanto a TV Tribuna encerrou uma parceria de 14 anos com a Record, voltando para a rede na qual esteve afiliada de 1991 a 1998 | [ 137 ] [ 138 ] |
| 9 de janeiro | TV Tribuna    | Recife, Pernambuco | Rede Record        | Rede Bandeirantes | As emissoras trocaram de afiliação após desgastes nas relações da Record com a TV Tribuna, que se recusou a seguir as padronizações impostas pela rede. A TV Clube deixou a Band após 12 anos de afiliação, enquanto a TV Tribuna encerrou uma parceria de 14 anos com a Record, voltando para a rede na qual esteve afiliada de 1991 a 1998 | [ 137 ] [ 138 ] |
| 2 de abril   | TV Jangadeiro | Fortaleza, Ceará   | SBT                | Rede Bandeirantes | A emissora encerra a parceria de pouco mais de 13 anos com o SBT, voltando para a rede na qual esteve afiliada entre 1990 e 1998. O sinal do SBT passou a ser repetido no mesmo dia pela recém-inaugurada NordesTV | [ 139 ]         |
| 8 de julho   | TV Sucesso    | Jataí, Goiás       | RedeTV!            | Rede Record       | A emissora deixou a RedeTV! após três anos de afiliação, tornando-se a primeira afiliada da Record no interior goiano | [ 134 ]         |

## Nascimentos
| Data          | Nome            | Notas                                                                            | Ref.                |
| ------------- | --------------- | -------------------------------------------------------------------------------- | ------------------- |
| 7 de janeiro  | Melissa Sampaio | Atriz. Seu principal trabalho na televisão foi na telenovela Beleza Fatal        | [carece de fontes?] |
| 11 de janeiro | Cléo Faria      | Atriz. Seu principal trabalho na televisão foi na série Detetives do Prédio Azul | [carece de fontes?] |
| 16 de maio    | Emilly Puppim   | Atriz. Seu principal trabalho na televisão foi na série Detetives do Prédio Azul | [carece de fontes?] |
| 10 de junho   | Juju Penido     | Atriz. Seu principal trabalho na televisão foi na telenovela A Caverna Encantada | [carece de fontes?] |

## Mortes
| Data           | Nome               | Idade | Notas | Ref.    |
| -------------- | ------------------ | ----- | --- | ------- |
| 1.º de janeiro | Carlos Valadares   | 65    | Narrador esportivo. Fez passagens na Rede Globo, SBT, Rede OM, Rede Manchete, Rede Record e Band Minas | [ 140 ] |
| 8 de fevereiro | Márcia Maria       | 68    | Atriz. Trabalhos notáveis incluem Ceará contra 007, As Pupilas do Senhor Reitor, Os Deuses Estão Mortos, Mulheres de Areia, Meu Rico Português, Dinheiro Vivo, Campeão, Brasileiras e Brasileiros e O Direito de Nascer                                                                                   | [ 141 ] |
| 23 de março    | Chico Anysio       | 80    | Ator e humorista. Trabalhos notáveis incluem Linguinha x Mr. Yes, Chico City, Azambuja & Cia, Chico Total, Chico Anysio Show, Escolinha do Professor Raimundo, Estados Anysios de Chico City, Zorra Total, O Belo e as Feras e Chico e Amigos                                                             | [ 142 ] |
| 12 de abril    | Marly Bueno        | 78    | Atriz. Trabalhos notáveis incluem TV na Taba, TV de Vanguarda, Alô, Doçura!, Felicidade, Quatro por Quatro, Salsa e Merengue, Laços de Família, Mulheres Apaixonadas, Páginas da Vida e Poder Paralelo | [ 143 ] |
| 29 de abril    | Luiz Carlos Buruca | 63    | Ator. Trabalhos notáveis incluem A Moreninha, Estúpido Cupido, Planeta dos Homens, Viva o Gordo, Chico Anysio Show, Cambalacho, Kananga do Japão, Castelo Rá-Tim-Bum, O Clone e Alma Gêmea | [ 144 ] |
| 24 de setembro | Abrahão Farc       | 75    | Ator. Trabalhos notáveis incluem O Meu Pé de Laranja Lima, Mulheres de Areia, Ovelha Negra, A Viagem, O Profeta, Dona Beija, Força de um Desejo, Marisol e Sete Pecados | [ 145 ] |
| 27 de setembro | Ted Boy Marino     | 72    | Lutador e ator ítalo-brasileiro. Trabalhos notáveis incluem Telecatch, Oh, Que Delícia de Show, Os Adoráveis Trapalhões e Os Trapalhões | [ 146 ] |
| 29 de setembro | Hebe Camargo       | 83    | Apresentadora. Apresentou o seu próprio programa e atuou em TV na Taba, As Pupilas do Senhor Reitor e Romeu e Julieta | [ 147 ] |
| 13 de outubro  | Wilton Franco      | 82    | Diretor. Criou e dirigiu o programa Os Trapalhões, dirigiu programas da Rede Tupi, TV Excelsior e SBT como Essa Gente Inocente, Hoje é Sábado, Moacyr Franco Show, Enshowclopédia, Pequenos Brilhantes e Dedé e o Comando Maluco e co-apresentou o programa O Povo na TV no SBT                           | [ 148 ] |
| 24 de outubro  | Tatata Pimentel    | 74    | Apresentador e jornalista. Foi jurado do programa Puxa, é a Gaúcha na TV Gaúcha, comentarista dos programas Domingo Alegre, Show de Mulher e Portovisão e apresentou os programas Jornal da Mulher e Meio-Dia A Hora Local na TV Difusora, Champanhe na TV Guaíba e Gente da Noite e Café TVCOM na TVCOM. | [ 149 ] |
| 27 de outubro  | Regina Dourado     | 60    | Atriz. Trabalhos notáveis incluem Pai Herói, Lampião e Maria Bonita, Pão Pão, Beijo Beijo, Roque Santeiro, Pantanal, Felicidade, O Rei do Gado, Esperança, América, Bicho do Mato e Caminhos do Coração                                                                                                   | [ 150 ] |
| 11 de novembro | Marcos Paulo       | 61    | Ator e diretor. Trabalhos notáveis incluem O Morro dos Ventos Uivantes, Ana, Sangue do Meu Sangue, Pigmalião 70, Nina, Roque Santeiro, Sinhá Moça, Brega & Chique, Tieta, Meu Bem, Meu Mal, Quatro por Quatro, Força de um Desejo, Porto dos Milagres, O Beijo do Vampiro e Começar de Novo               | [ 151 ] |
| 29 de novembro | Joelmir Beting     | 75    | Jornalista. Trabalhou como comentarista de economia do Primeiro Jornal, Jornal da Band e Jornal da Noite, e foi coapresentador do Canal Livre, todos na Rede Bandeirantes, tendo antes sido comentarista dos telejornais da Rede Globo                                                                    | [ 152 ] |